# Zamarada glareosa
Zamarada glareosa là một loài bướm đêm trong họ Geometridae.